# Agustín Bouzat
Agustín Bouzat (Bahía Blanca, 28 marzo 1994) è un calciatore argentino, centrocampista del Vélez Sarsfield.

## Caratteristiche tecniche
È un esterno sinistro.

## Carriera
È cresciuto nelle giovanili del Boca Juniors.
Dal 2016 al 2017 ha giocato in prestito nel Defensa y Justicia, con il quale ha debuttato il 7 febbraio 2016 in un match pareggiato 2-2 contro l'Unión (SF).

## Statistiche

### Presenze e reti nei club
Statistiche aggiornate al 22 maggio 2025.
| Stagione                  | Squadra                   | Campionato                | Campionato | Campionato | Coppe nazionali | Coppe nazionali | Coppe nazionali | Coppe continentali | Coppe continentali | Coppe continentali | Altre coppe | Altre coppe | Altre coppe | Totale | Totale | Totale |
| Stagione                  | Squadra                   | Comp                      | Pres       | Reti       | Comp            | Pres            | Reti            | Comp               | Pres               | Reti               | Comp        | Pres        | Reti        | Pres   | Reti   |        |
| ------------------------- | ------------------------- | ------------------------- | ---------- | ---------- | --------------- | --------------- | --------------- | ------------------ | ------------------ | ------------------ | ----------- | ----------- | ----------- | ------ | ------ | ------ |
| 2016                      | Defensa y Justicia        | PD                        | 9          | 1          | CA              | 2               | 0               | -                  | -                  | -                  | -           | -           | -           | 11     | 1      |        |
| 2016-2017                 | Defensa y Justicia        | PD                        | 30         | 2          | CA              | 1               | 0               | CS                 | 3                  | 0                  | -           | -           | -           | 34     | 2      |        |
| Totale Defensa y Justicia | Totale Defensa y Justicia | Totale Defensa y Justicia | 39         | 3          |                 | 3               | 0               |                    | 3                  | 0                  |             | -           | -           | 45     | 3      |        |
| 2017-gen. 2018            | Boca Juniors              | PD                        | 3          | 0          | CA              | 2               | 0               | -                  | -                  | -                  | -           | -           | -           | 5      | 0      |        |
| gen.-giu. 2018            | Vélez Sarsfield           | PD                        | 15         | 2          | CA              | 1               | 0               | -                  | -                  | -                  | -           | -           | -           | 16     | 2      |        |
| 2018-2019                 | Vélez Sarsfield           | PD                        | 23         | 4          | CA+CdS          | 0+4             | 0+1             | -                  | -                  | -                  | -           | -           | -           | 27     | 5      |        |
| 2019-2020                 | Vélez Sarsfield           | PD                        | 19         | 0          | CA+CM           | 1+11            | 0               | CS                 | 6                  | 0                  | -           | -           | -           | 37     | 0      |        |
| 2021                      | Vélez Sarsfield           | PD                        | 22         | 2          | CA+CdL          | 0+11            | 0+2             | CL                 | 8                  | 1                  | -           | -           | -           | 41     | 5      |        |
| 2022                      | Vélez Sarsfield           | PD                        | 3          | 0          | CA+CdL          | 2+12            | 0               | CL                 | 3                  | 0                  | -           | -           | -           | 20     | 0      |        |
| 2022                      | Colo-Colo                 | PD                        | 14         | 1          | CC              | 0               | 0               | CS                 | 1                  | 0                  | -           | -           | -           | 15     | 1      |        |
| 2023                      | Colo-Colo                 | PD                        | 24         | 0          | CC              | 6               | 0               | CL+CS              | 6+2                | 0                  | SC          | 1           | 0           | 39     | 0      |        |
| Totale Colo-Colo          | Totale Colo-Colo          | Totale Colo-Colo          | 38         | 1          |                 | 6               | 0               |                    | 9                  | 0                  |             | 1           | 0           | 54     | 1      |        |
| 2024                      | Vélez Sarsfield           | PD                        | 25         | 0          | CA+CdL          | 5+15            | 2+0             | -                  | -                  | -                  | TC          | 1           | 0           | 46     | 2      |        |
| 2025                      | Vélez Sarsfield           | PD                        | 15         | 0          | CA              | 2               | 0               | CL                 | 5                  | 0                  | SA          | 0           | 0           | 22     | 0      |        |
| Totale Vélez Sarsfield    | Totale Vélez Sarsfield    | Totale Vélez Sarsfield    | 122        | 8          |                 | 64              | 5               |                    | 22                 | 1                  |             | 1           | 0           | 209    | 14     |        |
| Totale carriera           | Totale carriera           | Totale carriera           | 202        | 12         |                 | 75              | 5               |                    | 34                 | 1                  |             | 2           | 0           | 313    | 18     |        |

## Palmarès

### Club

#### Competizioni nazionali
- Campionato argentino: 2

Boca Juniors: 2017-2018
Velez: 2024
- Campionato cileno: 1

Colo-Colo: 2022
- Copa Chile: 1

Colo-Colo: 2023
- Supercopa Internacional: 1

Vélez Sarsfield: 2024